# USS Tunny (SSN-682)
USS Tunny (SSN-682) – amerykański myśliwski okręt podwodny z napędem jądrowym typu Sturgeon w wersji z przedłużonym kadłubem, z czasów zimnej wojny. zbudowany w stoczni Ingalls Shipbuilding według projektu SCB-300.65.